# 芬頓山
74°20′S 161°55′E / 74.333°S 161.917°E
芬頓山（英語：Mount Fenton），是南極洲的山峰，位於維多利亞地的斯科特海岸，處於麥金托什山東北面4公里，海拔高度2,480米，美國地質調查局根據測量和該國海軍的空中照片繪入地圖，現時由南極條約體系管理。